# Васильевка (Зилаирский район)
Васильевка (баш. Васильевка) — деревня в Зилаирском районе Республики Башкортостан Российской Федерации. Входит в состав Зилаирского сельсовета.

## География

### Географическое положение
Расстояние до:
- районного центра (Зилаир): 22 км,
- ближайшей железнодорожной станции (Сибай): 138 км.

## История
Административный центр упразднённого в 2008 году  Васильевского сельсовета.

## Население
| 2002 | 2009 | 2010 |
| ---- | ---- | ---- |
| 100  | ↘62  | ↗66  |

Национальный состав
Согласно переписи 2002 года, преобладающая национальность — русские (88 %).

## Религия
В деревне есть православная часовня.